# Чиљионе (Алесандрија)
Чиљионе је насеље у Италији у округу Алесандрија, региону Пијемонт.
Према процени из 2011. у насељу је живело 84 становника. Насеље се налази на надморској висини од 438 м.